# Malmea guianensis
Malmea guianensis är en kirimojaväxtart som beskrevs av Robert Elias Fries. Malmea guianensis ingår i släktet Malmea och familjen kirimojaväxter. Inga underarter finns listade i Catalogue of Life.